# 黄关军
黄关军（1987年6月10日—2021年5月22日），男，四川北川人，中华人民共和国听力障碍长跑运动员，2018年和2019年分别获得中华人民共和国全国残疾人田径锦标赛听力障碍组男子10000米、中华人民共和国第十届残疾人运动会暨第七届特殊奥林匹克运动会听力障碍组男子全程马拉松冠军。2021年5月22日，參加黃河石林山地馬拉松百公里越野賽時，遭遇了冰雹、凍雨、大風等惡劣天氣，最終不幸遇難。

## 生平

### 早年
黄关军在一岁半时因发烧时注射药物出现医疗事故而失聪，在上完小学和两年初中后辍学，后来经北川县残疾人康复中心帮助，在北川县的手工艺体验中心学习草编和竹编。其家人说他早年就有开始健身。

## 主要成绩
- 2010年，四川省全省残疾人运动会听力障碍组男子10000米长跑——冠军[7]
- 2018年，中华人民共和国全国残疾人田径锦标赛听力障碍组男子10000米长跑——冠军[2]
- 2019年，中华人民共和国第十届残疾人运动会暨第七届特殊奥林匹克运动会听力障碍组男子全程马拉松——冠军[3]